# Код 355
«Код 355» (англ. The 355) — американский шпионский фильм, снятый Саймоном Кинбергом по сценарию Терезы Ребек. В главных ролях: Джессика Честейн, Пенелопа Крус, Фань Бинбин, Лупита Нионго, Диана Крюгер, Себастиан Стэн, Эдгар Рамирес.
Премьера фильма состоялась 14 января 2022 года и был выпущен кинокомпанией Universal Pictures.
Название фильма — это отсылка к секретному агенту 355, женщине-шпиону во время Американской революции.

## Сюжет
Женщины-агенты спецслужб разных стран объединяются, чтобы остановить сверхсекретное оружие.

## В ролях
- Джессика Честейн — Мэйс
- Пенелопа Круз — Грейси
- Фань Бинбин — Лин
- Лупита Нионго — Хадижа
- Диана Крюгер — Мари Шмидт
- Себастиан Стэн — Ник
- Эдгар Рамирес — Луис
- Эмилио Инсолера

## Производство
Съёмки начались в июле 2019 года и проходили в Париже, Марокко и Лондоне. В сентябре 2019 года Эмилио Инсолера присоединился к актёрскому составу фильма.

## Премьера
Релиз фильма запланирован на 7 января 2022 года. Изначально премьера должна была состояться 15 января 2021 года, однако из-за пандемии коронавируса была перенесена на 14 января 2022 года, а затем — на 7 января.